# Köblös
Köblös (korábban Kebló, szlovákul Záriec-Keblov) Szedernye településrésze, korábban önálló falu Szlovákiában, a Zsolnai kerületben, a Zsolnai járásban. Zárjecs és Kebló egyesülésével jött létre.

## Fekvése
Zsolnától 10 km-re északnyugatra, a Hosszúmezei-patak partján észak-déli irányban hosszan elnyúlva fekszik. Szedernye északnyugati nyúlványát alkotja.

## Története
A településrész eredetileg két község volt.

### Zárjecs
Zárjecs falut 1598-tól említik. A Zárjeczky, Keblovszky és Borcsicsky családok birtoka. 1598-ban 8 háza volt. 1784-ben 24 házában 30 családban 161 lakos élt. 1828-ban 22 háza volt 183 lakossal.
Fényes Elek 1851-ben kiadott geográfiai szótárában így ír a faluról: „Zarjecz, Trencsén m. tót falu, a Vágh jobb partján: 162 kath., 5 ev., 6 zsidó lak., fenyves erdővel. F. u. h. Eszterházy. Ut. p. Zsolna.”
A 19. század közepén Keblóval egyesítették.

### Köblös
Régebbi nevén Kebló Zárjecs határában keletkezett a 18. században. 1784-ben 12 házában 13 családban 65 lakosa élt.
A 18. század végén Vályi András így ír róla: „KEBLOV. Tót falu Trentsén Várm. lakosai katolikusok, fekszik Dluhe Pole mellett, mellynek filiája, határja is hozzá hasonlító.”
1828-ban 12 háza volt 96 lakossal.
Fényes Elek 1851-ben kiadott geográfiai szótárában így ír a faluról: „Keblov, tót falu, Trencsén m. a Vágh jobb partján; 88 katholikus, 9 zsidó lak. F. u. többen. Ut. p. Zsolna.”
A 19. század közepén egyesült Zárjeccsel. 1910-ben 230, túlnyomórészt szlovák lakosa volt. A trianoni békéig Trencsén vármegye Nagybiccsei járásához tartozott.
1961-ben csatolták Szedernyéhez.

## Külső hivatkozások
- Köblös Szlovákia térképén

## Lásd még
- Szedernye
- Markófalva